# Registru de nume de domenii
Un registru de nume de domenii este o bază de date care conține toate domeniile de nume și informațiile înregistrate asociate în domeniile de nivel superior ale Domain Name System (DNS) de pe Internet, care permite terților să solicite un control administrativ al unui nume de domeniu. Majoritatea registrelor operează la nivelul superior sau la nivelul secundar al DNS-ului.
Un „operator de registru”, numit uneori „centru de informații de rețea” (NIC), păstrează toate datele administrative ale domeniului și generează un fișier de zonă care conține adresele serverelor de nume pentru fiecare domeniu. Fiecare registru este o organizație care gestionează înregistrarea numelor de domenii în cadrul domeniilor de care este responsabil, controlează politicile de alocare a numelor de domeniu și își operează tehnic domeniul. Poate să îndeplineasca si funcția de registrator nume domenii sau poate sa delege acea functie altor entități.
Numele de domenii sunt gestionate de o ierarhie care este condusă de Internet Assigned Numbers Authority (IANA); aceasta se ocupă cu partea de sus a arborelui DNS, administrând datele din root nameservers. IANA se ocupă, de asemenea, cu registrul int pentru organizațiile interguvernamentale, zona arpa, în scopul de administrare a protocolului și alte zone critice, cum ar fi root-servers.net. IANA este cea care delegă toate celelalte autorități de nume de domeniu către alte registre de nume de domenii, o listă completă putând fi găsită pe site-ul lor web.

## Operațiuni
Unele registre de nume sunt departamente care apartin Guvernului (de exemplu, registrul pentru India „gov.in”). Unele sunt cooperative ale furnizorilor de servicii de Internet (cum ar fi DENIC) sau companii fără scop lucrativ (cum ar fi Nominet UK). Altele functioneaza ca organizații comerciale, cum ar fi registrul SUA („nic.us”).
Numele de domenii allocate si atribuite sunt oferite de catre registrar prin folosirea sistemului WHOIS și prin intermediul serverelor de nume de domeniu ale acestora. Unii registrari vand numele direct, alții se bazează pe entități separate pentru a le vinde. De exemplu, numele care contin .com si sunt domenii top-level, sunt într-un anumit sens vândute "en-gros" la un preț reglementat de VeriSign, pe cand registratorii de nume de domeniu individuale vând nume „en-detail” către întreprinderi și consumatori.

## Politici

### Politici de alocare
Din punct de vedere istoric, registrele de nume de domenii operau pe un sistem de alocare primul venit, primul servit, dar puteau respinge acordarea unor domenii specifice din cauza unor motive politice, religioase, istorice, juridice sau culturale. De exemplu, în Statele Unite, între anii 1996 și 1998, InterNIC s-au respins automat cererile pentru numele de domeniu pe baza unei liste de cuvinte obscene detectate.
Registrarii pot de asemenea sa controleze probleme de interes pentru comunitatile locale; de exemplu, registrarii din Germania, Japonia si Polonia au introdus nume de domenii internaționalizate pentru a permite utilizarea caracterelor locale 
non -ASCII

### Poiltici dezbatute
Domeniile înregistrate la registratorii ICANN trebuie, în general, să foloseasca Politica Uniformă de Rezolvare a Litigiilor de Nume de Domeniu (UDRP), cu toate acestea, DENIC din Germania impune oamenilor să foloseasca instanțele civile germane și Nominet UK se ocupă de proprietatea intelectuală și alte litigii prin propriul serviciu de soluționare a litigiilor.

## Domenii de nivel trei
Registrarii de nume de domeniu pot sa impună utilizatorilor si un sistem de domeniu de nivel trei.
DENIC, registrul pentru Germania (.de), nu impune domenii de nivel trei.
AFNIC, registrul pentru Franța (.fr), are câteva domenii de nivel trei, dar nu toți solicitanții trebuie să le folosească.
Multe ccTLD-uri s-au mutat de la domeniul obligatoriu de nivelul trei sau patru, la posibilitate înregistrării domeniilor de nivel secundar. Printre acestea se numără .us (aprilie 2002), .mx (mai 2009),  .co (March 2010)., and .uk (June 2014).